# ساکورا موچی

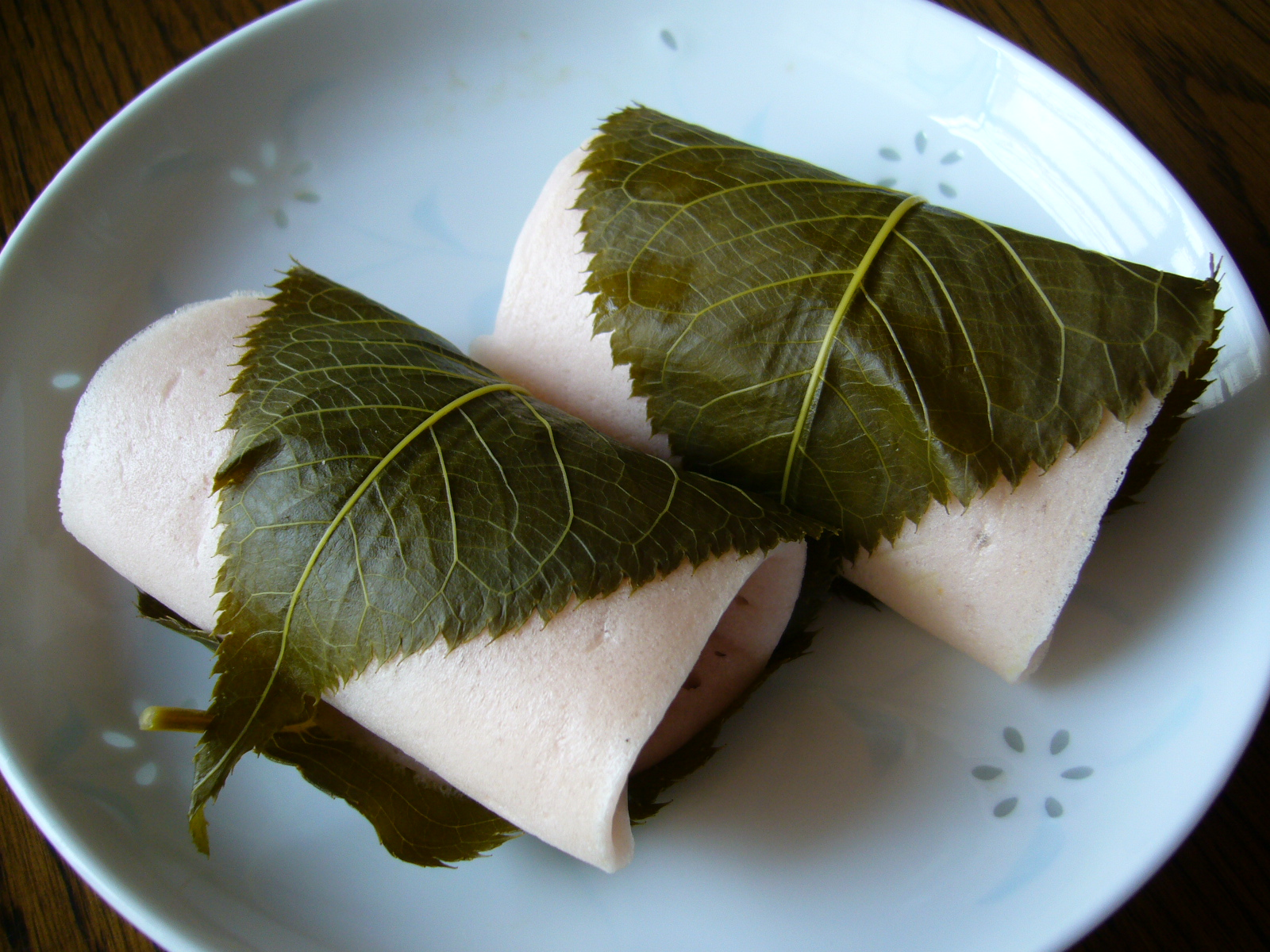
ساکورا موچی.

ساکورا موچی (به ژاپنی: 桜餅 Sakura mochi) یک نوع شیرینی ژاپنی است که در آن از برگ درخت ساکورا (گیلاس) استفاده می‌شود. در این نوع شیرینی خمیر برنج به رنگ صورتی رنگ شده و آنکو (خمیر شیرین لوبیا) در داخل آن قرار می‌گیرد. برای پوستهٔ بیرونی از ترشی برگ درخت ساکورا استفاده می‌شود.

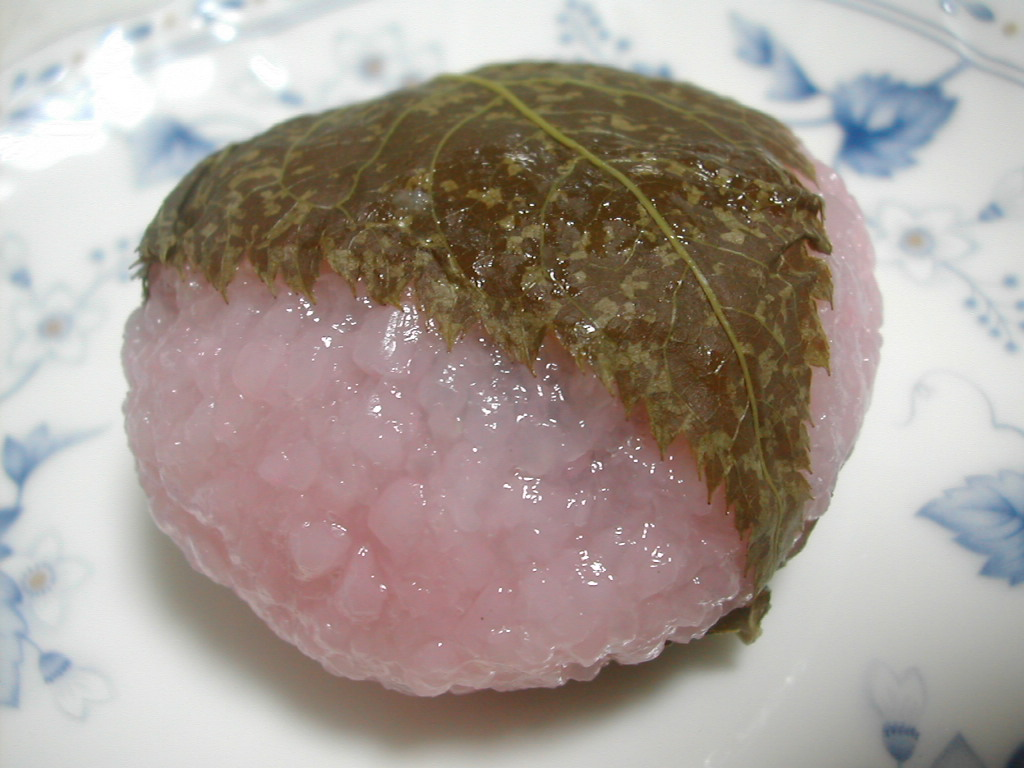
ساکورا موچی.